# Grabovac (Velika Kladuša)
Grabovac es un pueblo de la municipalidad de Velika Kladuša, en el cantón de Una-Sana, Bosnia y Herzegovina.

## Superficie
Posee una superficie de 5,30 kilómetros cuadrados.

## Demografía
Hasta 2013 la población era de 618 habitantes, con una densidad de población de 116,7 habitantes por kilómetro cuadrado.